# Canon de 450 mm/45 modèle 1920
Le canon de 450 mm /45 modèle 1920 est le canon naval du plus gros calibre conçu pour les cuirassés de la Marine nationale française au XXe siècle. Il devait être installé sur une classe de cuirassés de 40 000 tonnes.

## Conception
Ce canon de marine est étudié par la section technique de l'Artillerie navale afin d'être monté sur une classe de cuirassés de 40 000 tonnes selon un éventuel plan d'armement de 1921. Les plans du canon et de la culasse sont datés de 1919 à 1923, la première mention pour ce modèle étant Canon de 45 c/m Mle 1920A. 
Le traité naval de Washington signé en 1922 annule ce projet de cuirassé.

## Fabrication et utilisation
Le canon de 450 mm/45 calibres modèle 1920 a été construit à la fonderie du Creusot sous le nom de Creusot no 1 1928. Il est utilisé sur le polygone de tir de Gâvres, à proximité de Lorient, pour tester différents projectiles de 450 mm, un obus à fausse ogive courte de 1 380 kg et un autre à fausse ogive longue de 1 397 kg. Les essais en 1929, avec un angle de tir de 50°, donnent une portée de 51,92 km. 
Ce matériel ne connaît pas de développement ultérieur.

## Exemplaires conservés
Le berceau du canon est présent au polygone de Gâvres en 2010, et les matériels d'artillerie présents font alors l'objet de travaux pour transfert ou destruction.